# جاك بوتلر
جاك بوتلر (بالإنجليزية: Jake Butler)‏ (12 نوفمبر 1984 بنيوزيلندا - ) هو لاعب كرة قدم نيوزلندي في مركز الوسط. شارك مع منتخب نيوزيلندا لكرة القدم. أما مع النوادي، فقد لعب مع نادي تامبينس روفرز ووايتاكيري يونايتد وBay Olympic ‏.

## وصلات خارجية
- جاك بوتلر على موقع الاتحاد الدولي (مؤرشف)  (الإنجليزية)
- جاك بوتلر على موقع قاعدة بيانات كرة القدم.إي يو (الإنجليزية)
- جاك بوتلر على موقع ناشيونال فوتبول تيمز (الإنجليزية)
- جاك بوتلر على موقع Soccerway.com (الإنجليزية)